# Indavlskoefficient
Indavlskoefficienten er en kvantificering af indavl og udtrykker sandsynligheden for, at et tilfældigt locus (sted) er homozygot med begge alleler fra samme allel hos en fælles ane. Genetikeren Sewall Wright udviklede i 1922 den såkaldte Wright-formel, hvor indavlskoefficienten udtrykkes ved at summere følgende over alle individer, som er aner til både far og mor (fællesaner):
{\displaystyle F_{a}=\sum _{F}\ \,[(1/2)^{n_{1}+n_{2}+1}(1+F_{b})]} 
hvor Fa er individets indavlskoefficient,
F er mængden af alle fællesaner til far og mor,
n1 er afstanden i antal generationer fra moren til fællesane,
n2 er afstanden fra faren til samme fællesane, og
Fb er fællesanens indavlskoeficient.
Nogle eksempler
Hvis fællesanerne er halvsøskende, har de fælles far eller mor, og n1=n2=1, så koefficienten bliver {\displaystyle (1/2)^{3}=1/8}.
Hvis fællesanerne er fætter og kusine har de både fælles bedstemor og bedstefar, og så lægger man de to koefficienter sammen. For bedstemor får vi n1=n2=2, og det samme for bedstefar, så vi får (under forudsætning at deres indavlskoeficienter, Fb, er nul) {\displaystyle (1/2)^{5}+(1/2)^{5}=1/16}. Den meget omtalte Fritzl-sag fra Østrig, hvor børnene har samme far og morfar, er n1=1 og n2=0, så vi får {\displaystyle (1/2)^{2}=1/4}.

## Reference
1. ↑  "Perspectives – Anecdotal, Historical And Critical Commentaries on Genetics" i Genetics Society of America, 1995